# Parafia św. Wawrzyńca w Zaniemyślu
Parafia Świętego Wawrzyńca w Zaniemyślu – rzymskokatolicka parafia w Zaniemyślu, należy do dekanatu kórnickiego archidiecezji poznańskiej. Została utworzona w XII wieku. Mieści się przy ulicy Raczyńskiego. Proboszczem parafii jest ks. kan. Jacek Leśniewski. 